# Ordine dell'amicizia (Kazakistan)
L'Ordine dell'amicizia è un'onorificenza del Kazakistan.

## Storia
L'Ordine è stato fondato nel 1995.

## Classi
L'Ordine dispone delle seguenti classi di benemerenza:
- I classe
- II classe

|           |          |
| Nastri    |          |
| II Classe | I Classe |

## Assegnazione
L'Ordine è assegnato ai cittadini per l'attività proficua in reciproca armonia nella società, per il contributo al rafforzamento della pace, dell'amicizia e della cooperazione tra i popoli.

## Insegne
- Il  nastro è rosso con due strisce gialle al centro e con il bordo sinistro azzurro e quello destro verde.